# Jobert de Siria
Jobert de Siria fue el séptimo   Gran maestre de la Orden de Malta desde 1172 hasta su muerte en octubre de 1177.
Tras abdicar su predecesor, comenzó su desempeño destacando por su caridad con la fabricación de pan blanco para los pobres que se alojaban en el Hospital de Jerusalén.
En agosto de 1174, rechazó, junto con las otras órdenes militares ayudar a la flota siciliana que quería atacar Egipto con Miles de Plancy como regente del reino de Jerusalén. En diciembre empero, se alió con el nuevo regente Raimundo III de Trípoli contra Saladino amenazando Homs después de que Saladino tomara esta ciudad. No hubo batalla, sino un acuerdo por el que se entregaban prisioneros y dejaban de cobrar rescates.
En 1176, Balduino IV de Jerusalén revalidó ciertas tierras de Egipto para la orden a cambio de la asistencia de Jobert en campaña, algo con lo que su sucesor Roger de Moulins no estaba de acuerdo.